# Telebasis byersi
Telebasis byersi är en trollsländeart som beskrevs av Westfall 1957. Telebasis byersi ingår i släktet Telebasis och familjen dammflicksländor. Inga underarter finns listade i Catalogue of Life.